# Юнгфернштиг
Юнгфернштиг (нем. Jungfernstieg) — одна из самых старых улиц города Гамбурга, располагающаяся в центре города между Генземарктом и Бергштрассе.

## История
Возникновение улицы связано со строительством плотины на реке Альстер, притоке Эльбы, в XIII веке.
В мае 1842 года в результате большого гамбургского пожара почти вся улица была уничтожена. После пожара улицу отстроили заново.
Во время Второй мировой войны в результате англо-американских бомбардировок Гамбурга улица была значительно разрушена, после войны часть зданий восстановили.
Известна ещё и тем, что в мае 1912 года на этой улице внезапно, во время прогулки, скончался тогдашний король Дании Фредерик VIII.
Современный Jungfernstieg — торговая улица с пассажем, дорогими магазинами, банками, кинотеатром, домом искусств, офисами и ресторанами.